# Heinrich Kleemann
Heinrich Kleemann (* 6. Januar 1918 in Flinsbach im Kraichgau; † 16. November 2010 in Berlin) war ein deutscher Politiker (SPD).
Heinrich Kleemann war ein Lehrer an Sonderschulen. Da Ursula Maletzke aus dem Abgeordnetenhaus von Berlin ausgeschieden war, rückte Kleemann im Oktober 1974 in das Parlament nach. Mit dem Ende der Legislaturperiode im März 1975 schied er wieder aus.